# Hodges (Alabama)
Hodges è un comune degli Stati Uniti d'America situato nella contea di Franklin dello Stato dell'Alabama.